# История криминологии
Историю развития криминологических идей можно разделить на четыре основных этапа:
- Классический период — вторая половина XVIII века — последняя 1/3 XIX века
- Позитивистский период — конец XIX — начало XX века
- Плюралистический период — первые 2/3 XX века
- Гуманитарный период — вторая половина XX века — по настоящее время.

## Представители позитивистского периода
Андрэ-Мишель Герри (1802—1866) — составитель первой годовой криминальной статистики опубликованной в 1827 году. По его мнению пик преступной активности приходится на возрастную группу 25-30 лет. Самый высокий уровень преступности не приходился на бедные районы, поэтому Герри сделал вывод, что связь между преступностью и бедностью не имеет подтверждения.
 Адольф Кетле  (1796—1874) — бельгийский профессор математики и астрономии. Считал что количество совершенных преступлений из года в год остается стабильным. Так же стабильной является структура преступлений.
 Чезаре Ломброзо  (1836—1909) — итальянский тюремный врач. Ломброзо представитель антропологического направления. Сделал множество заключений на основании проведенных им объемных исследований заключённых. Он заявлял что преступность это атавизм. Так же выделил четыре типа преступников: душегуб, вор, насильник и жулик.
 Энрико Ферри  (1856—1929) — ученик Ломброзо. Считал что наказание должно быть не справедливым, а подходящим для общества и полезным.